# Dos nuevas ciencias
Discurso y demostración matemática, en torno a dos nuevas ciencias (el título original en italiano es Discorsi e dimostrazioni matematiche, intorno à due nuove scienze) es el último libro escrito por Galileo Galilei, publicado en el año 1638, que incluye gran parte de su trabajo de los 30 años anteriores. En él establece los fundamentos de la mecánica como una ciencia y marca así el fin de la física aristotélica y el inicio de la ciencia moderna. Intenta también establecer las bases de la resistencia de los materiales, con menos éxito. Suele traducirse de manera abreviada como Dos nuevas ciencias; otras veces se lo traduce como Diálogos sobre dos nuevas ciencias o Discurso sobre dos nuevas ciencias.
Está protagonizada en Venecia por los mismos tres personajes de su anterior libro "Diálogos sobre los dos máximos sistemas del mundo", pero han sufrido algunos cambios. Simplicio, en particular, ya no es el terco y bastante denso aristotélico; hasta cierto punto, representa el pensamiento de la primera etapa de Galileo. Así como Sagredo la etapa intermedia y Salviati continúa representando al Galileo de ese momento.